# Тет-де-пон
Тет-де-пон (фр. tête de pont — «голова моста», нем. Brückenkopf), в военном деле:

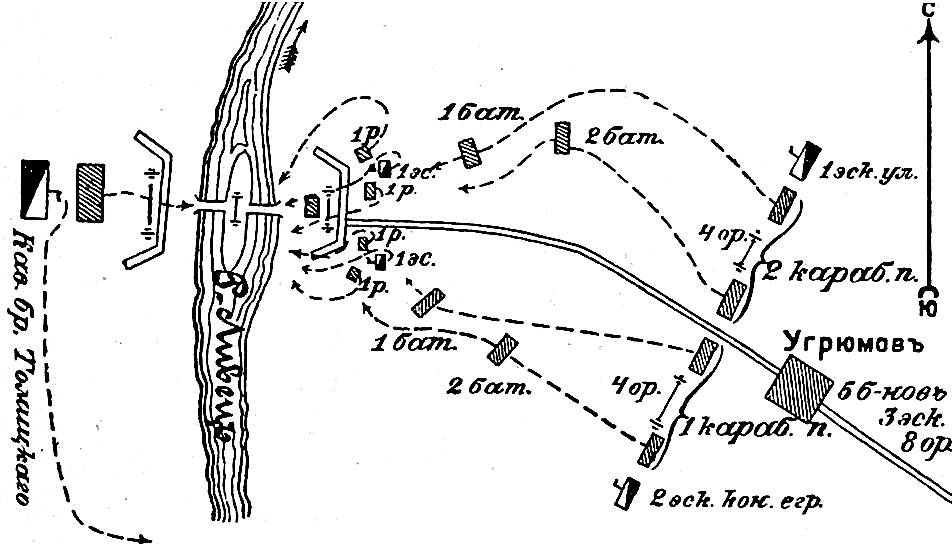
Двойной тет-де-пон на карте-схеме к статье «Лив», Военная энциклопедия Сытина, Санкт-Петербург, 1911 — 1915 годы.

- мостовые укрепления для охраны переправ[1] и обороны, предмостное укрепление[2];
- плацдарм.

## Мостовое (предмостное) укрепление
Тет-де-пон, как мостовое (предмостное) укрепление, для охраны и обороны переправ, представляют собою обыкновенную временную (полевую) укреплённую позицию, если же переправа обеспечивается заблаговременно, то для охраны и обороны мостов (мостовых переходов) строили долговременные укрепления разнообразного характера, начиная от каменных сторожевых башен (мосты на Висле — в Мариенбурге и Диршау, на Рейне — в Кёльне и тому подобное) и до обширных крепостей включительно (См. ниже).

### Крепости
Долговременные укрепления то есть крепости, устраивали в тех случаях, когда переправа (мостовой переход) имеет важное стратегическое значение для государства (края, страны, региона), особенно на больших реках, там, где к переправам (мостовые переходы) сходятся дороги и железнодорожные пути (узел), когда опорный пункт является вместе с тем и значительным политическим и экономическим центром государства (края, страны, региона) охранявшие переправы (мостовые переходы) через такие водные преграды — реки, как Западная Двина, Неман, Висла, Западный Буг, Нарев, Днестр:
- Ковна;
- Варшава;
- Зегрж (близ Сероцка);
- Новогеоргиевск;
- Двинск;
- Гродна;
- Ивангород;
- Бендеры[1].

В Германских землях ту же роль (тет-де-понов) играли привислянские, прирейнские и придунайские крепости немецких государств (Пруссия, Вюртемберг, Бавария и так далее).

## Плацдарм
Тет-де-пон, как плацдарм, используется преимущественно для создания защитного периметра, в котором могут размещаться войска или имущество, чтобы способствовать дальнейшему увеличению завоеванной территории или служить запасной точкой на случай угрозы поражения.
В начале XX столетия считали что если переправою (мостовым переходом) должна пользоваться целая армия, то мосты должны быть обеспечены от разрушения издали артиллерийским огнём, укрепления приходится выносить далеко вперед, на пять — 8 верст; вместе с тем образуются обширные — недоступные противнику площади — так называемые плацдармы.
Тете-де-пон в Унинге, Келе, Касселе и т. п. принесли большую пользу французской армии во время Второй мировой войныСимон Франсуа Гай де Вернон, Traité élémentaire d'art militaire et de fortification

### Типы
Тет-де-поны, устроенные лишь с одного берега реки (мостового перехода), называются:
- одиночными;
- с обоих — двойными[1][4].